# Protección de la inflación
Se denomina protección de la inflación a las medidas realizadas por particulares a fin de contrarrestar los efectos de la inflación en su economía particular, y que son recomendadas especialmente por aquellos partidarios del patrón metálico, que consiste en el uso de monedas de plata y de oro, o la compra de estos minerales. Se ha convertido en una solución tradicional en todo el mundo.
En tiempos de inflación acelerada o hiperinflación la tenencia de papel moneda es la forma más rápida de perder poder adquisitivo (véase: impuesto inflación) por lo que convertir los ahorros a activos reales es una forma de proteger la riqueza. Sin embargo la tierra y las casas no son activos líquidos, aún es necesario comerciar y tener efectivo para gastos corrientes, el trueque es una solución muy ineficiente. 
Como respuesta existen personas que se dedican a seguir los precios de los metales preciosos, educándose sobre las monedas más corrientes, o creando una red de establecimientos y comerciantes locales que acepten pago en metal. El objetivo es mantener el oro y plata a salvo del robo, confiscación o impuestos.